# ピアノソナタ第3番 (プロコフィエフ)
ピアノソナタ第3番イ短調作品28は、セルゲイ・プロコフィエフが作曲したピアノソナタ。第1番、第4番とともにサンクトペテルブルク音楽院時代の習作を改作した作品である。この3曲のうち第3番と第4番は『古いノートから』（露: Из старых тетрадей）の副題を持つが、これら2曲の場合は作曲家としてすでに認められた時期に10年前の草稿を改作して発表したため、特に断わっておく必要があったのだろうと考えられている。
第3番は1907年に作曲されたイ短調のソナタを1917年に改作したものである。プロコフィエフはこの改作について、展開部と再現部をいくらか変更したが構想は大体そのままで、技法的に洗練させた、という主旨のことを述べている。主題は旧作そのままであるが、全体に対位法的・多調的処理がなされており、新しい作品に仕上がっている。
初演は1918年、ペトログラード（現サンクトペテルブルク）でプロコフィエフ自身のピアノによって行われた。
演奏時間は約7分。アレグロ・テンペストーソ、イ短調、4分の4拍子 - 8分の12拍子の単一楽章からなる。再現部で第1主題も第2主題も現れず、それぞれの推移部のみが再現するという、変則的なソナタ形式をとっている。